# Comptoir national d'escompte de Paris
Il Comptoir national d'escompte de Paris ("Banco nazionale di Sconto di Parigi") è stata una banca francese.

## Storia

### Comptoir d'escompte de Paris

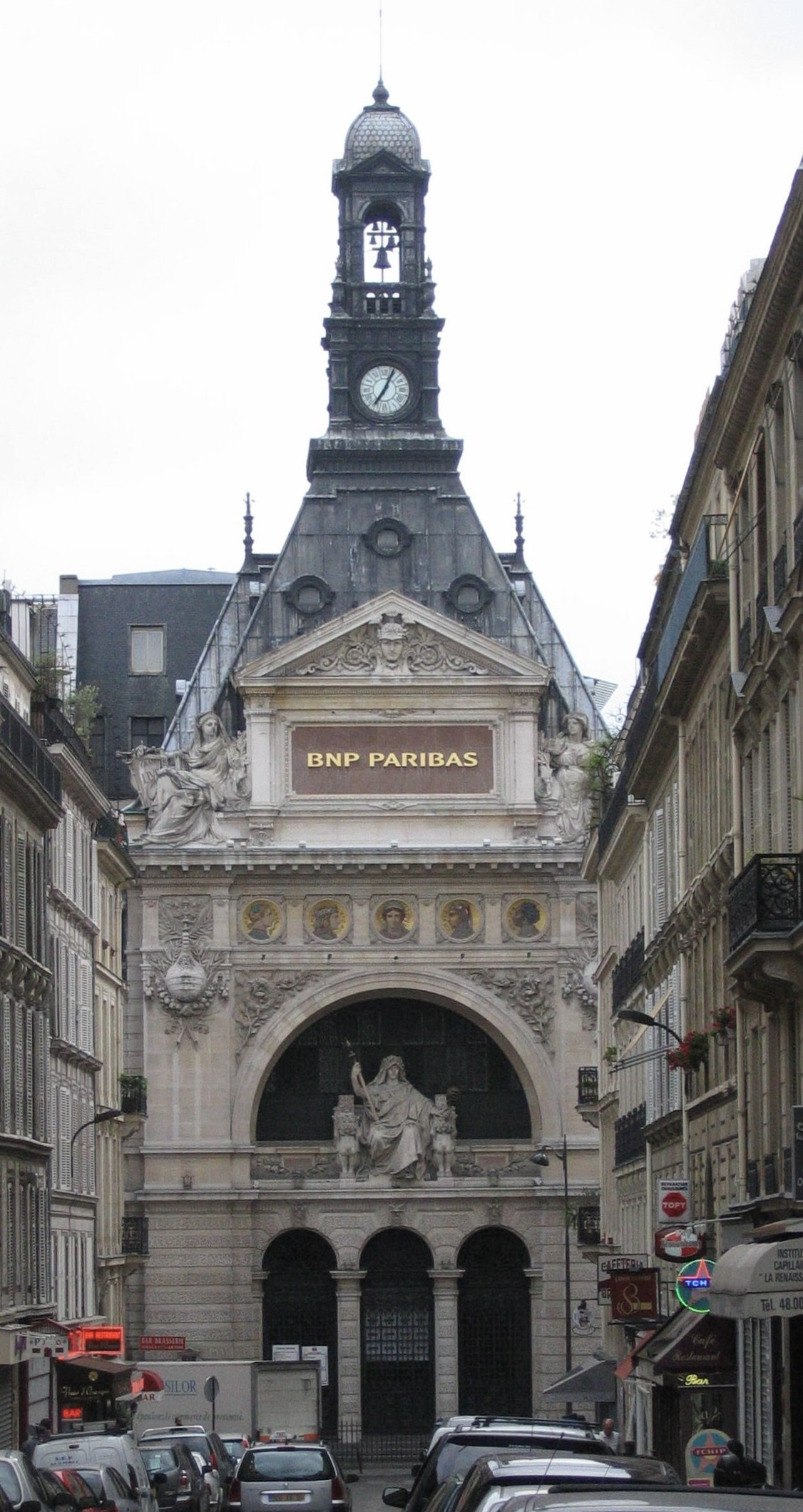
La sede di Rue Bergere vista da Boulevard Poissonniere

La Rivoluzione del 1848 aveva fatto crollare la fiducia nei titoli cartacei come le azioni, le obbligazioni ed i depositi bancari, provocando una corsa a convertire questi strumenti in metalli preziosi. Il governo fu costretto a prendere misure d'emergenza, come la sospensione dei pagamenti delle cedole già maturate dei titoli di stato, la chiusura della borsa, il corzo forzoso della cartamoneta, la restrizione degli importi che potevano essere ritirati dai libretti di risparmio dalla Banca di Francia.
Molte delle banche fondate durante la Monarchia di luglio furono costrette a chiudere dal momento che non riuscivano più a convertire le cambiali in contanti. Ci furono addirittura voci che gli stessi Rotschild del ramo francese fossero in difficoltà e stessero per liquidare la loro banca.
Fu in questo contesto che fu istituito il Comptoir national d'escompte de Paris con decreto 7 marzo 1848 dal Governo della Seconda Repubblica francese in forma di società per azioni con un capitale sociale di 20 milioni di franchi, costituiti per un terzo da contanti versati dai sottoscrittori, per un terzo da obbligazioni della Municipalità di Parigi e per un terzo da titoli del Tesoro francese. Come diceva il nome, il suo compito principale era quello di scontare gli effetti cambiari. Ne erano amministratori Alphonse Pinard e Édouard Hentsch.
Furono costituiti dei magazzini, sull'esempio inglese, in cui gli industriali depositassero i loro prodotti in cambio di una fede di deposito che poteva essere scontata al Comptoir "in anticipo vendita".
In questo modo, per la prima volta le piccole imprese ebbero accesso al credito, che in passato era riservato alle grandi imprese.
Nel 1853 lo statuto fu modificato in modo da diventare una società come le altre: il Ministro delle Finanze non aveva più poteri sulla nomina dei funzionari; lo stato e la Città di Parigi uscirono dalla società, lasciando tutto il capitale in mani private. In seguito a questa riforma l'istituto prese il nome di Comptoir d'escompte de Paris (CEP).
La crescita fu rapida e il capitale iniziale si quadruplicò nel corso dei primi venti esercizi. Fra il 1860 e il 1863 furono aperte molte agenzie all'estero: Guadalupa, Martinica, Guyana, Riunione, Pondicherry, Madras, Calcutta, Bombay, Shanghai, Hong Kong, Saigon, Rangoon. Successivamente aprirono gli uffici di Yokohama nel 1867, di Londra e Alessandria nel 1869: da questo ufficio dipendevano anche quelli del Cairo (1906) e di Porto Said (1909). L'ufficio di Bruxelles fu aperto nel 1872.
Intanto, nel 1867, fu aperta anche la prima agenzia di provincia nella madrepatria, a Nantes, che intratteneva rapporti stretti con Riunione. Vennero poi le filiali di Lione e Marsiglia. Nello stesso anno fu fondato anche il Comptoir national d'escompte de Mulhouse con un capitale di un milione di franchi. Nel 1881 il CEP aprì due agenzie a Melbourne e Sydney per inserirsi nel commercio della lana australiana.
Nella notte fra il 4 e il 5 marzo 1889 si diffuse la notizia del suicidio di Eugène Denfert-Rochereau, patron del CEP. Il giorno dopo si scoprì che la banca si era esposta per circa sessanta milioni di franchi nei confronti della Société des métaux dell'industriale Eugène Secrétan per la più grande speculazione della storia della produzione del rame. Tuttavia, la piazza di Parigi non era in grado di aiutare la Société des métaux, dal momento che era già sotto choc da un mese per lo scandalo di Panama: la liquidazione giudiziaria della Compagnia del Canale di Panama aveva provocato la rovina di 85.000 sottoscrittori. Così le azioni della Société des métaux crollarono, trascinando nella caduta anche quelle del CEP e della Banque de Paris et des Pays-Bas.
All'annuncio del fallimento 3.050 correntisti si riunirono davanti alla sede della Banca per ritirare il loro depositi, e furono serviti, per un totale di 35 milioni. La Banque de France accettò di prestare cento milioni di franchi su richiesta del Governo. In aprile la Banca di Francia, il Ministero del Tesoro e le altre banche trovano insieme un modo per liquidare bonariamente il Comptoir d'escompte de Paris evitando un altro crollo, un mese prima dell'inaugurazione dell'Esposizione universale: anche gli amministratori dovranno contribuire finanziariamente alla liquidazione con i propri patrimoni privati, essendo indagati per falso in bilancio e accaparramento.

### Comptoir national d'escompte de Paris

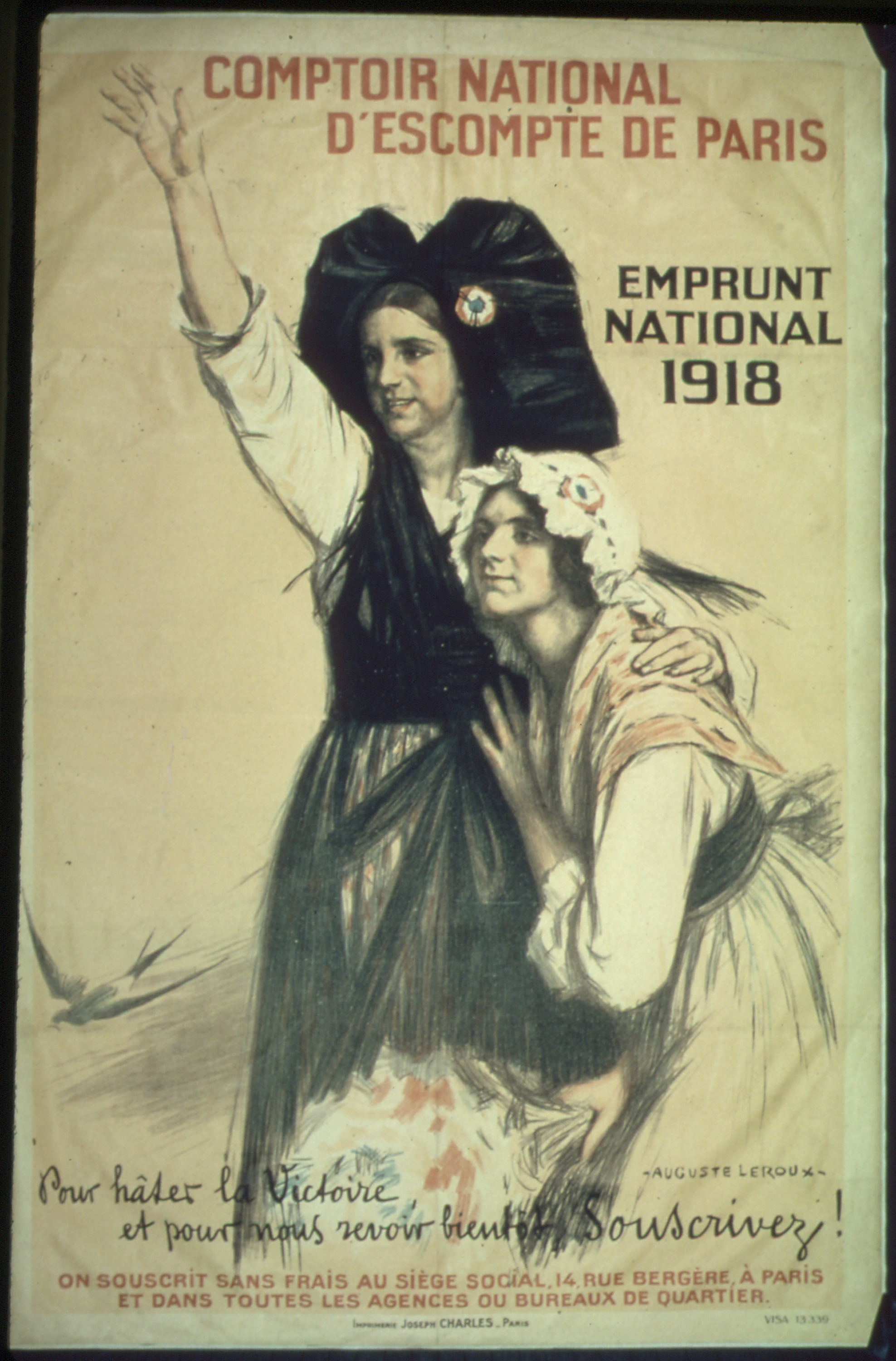
Manifesto del 1918 per invitare a sottoscrivere il prestito nazionale di guerra. Le due donne vestono gli abiti tradizionali dell'Alsazia e della Lorena

Nel giugno del 1889, il Banco venne ristrutturato e riprese il nome di Comptoir national d'escompte de Paris (CNEP).
Alla fine dell'Ottocento fu introdotto il fondo pensione per i dipendenti, che fu imitato da altre banche.
Nel 1900 il Comptoir National d'Escompte de Paris era di nuovo una delle maggiori istituzioni finanziarie francesi, dopo il Crédit Lyonnais e la Société Générale. Ed era una delle sei maggiori società quotate alla Borsa di Parigi per capitalizzazione.
Lo CNEP assorbì varie banche locali e regionali, e nello stesso tempo collaborò con grandi banche private, come quella dei Rothschild per garantire il collocamento di strumenti finanziari.
In generale il Comptoir si concentrava sulle maggiori città commerciali, lasciando alla concorrenza di competere con le banche regionali e locali nei piccoli centri.
Nel periodo fra il 1919 e il 1926 le maggiori banche francesi per raccolta erano la Société Générale (32% – 36%), il Crédit Lyonnais (30% – 32%), lo CNEP (20% – 23%) e il Crédit Industriel et Commercial (9% – 14%).
Nel 1919 circa la metà dei dipendenti scioperarono: la direzione accettò di aprire una trattativa, a patto che partecipassero anche i rappresentanti degli impiegati che continuavano a lavorare.
negli anni Venti il potere dei sindacati aumentò e la Banca fece una serie di concessioni agli impiegati, come l'introduzione dello stipendio minimo e un miglior trattamento delle donne.
Oltre allo stipendio i dipendenti ricevevano anche un "bonus" legato ai risultati finanziari della Banca.
Furono infine previsti scatti di anzianità per incoraggiare la fedeltà all'impresa.
In ogni modo le promozioni erano decise strettamente in base al merito e non all'anzianità.
Nella seconda metà degli anni Venti la banca impiegava circa 10.000 persone in totale.
A partire dagli anni Venti lo CNEP si dotò di macchinari sempre più moderni, nonché di un'organizzazione scientifica del lavoro. Nel 1926 furono importate dagli Stati Uniti le prime calcolatrici "Ellis" con l'esplicito intendimento di ridurre il personale. Negli anni successivi furono introdotte macchine da scrivere, calcolatrici e stampanti, prodotte dalla Ellis, dalla "Powers", dalla Underwood e dalla Burroughs, nonché dalla Bull.
Nel 1927 lavorò per qualche mese allo CNEP il futuro scrittore Raymond Queneau, come impiegato al servizio titoli.
Dopo la seconda Guerra mondiale, nel 1945, furono nazionalizzate le quattro maggiori banche ordinarie: oltre allo CNEP, la Banque nationale pour le commerce et l'industrie, il Crédit Lyonnais e la Société Générale.
Nel 1966, su impulso del Governo, il Comptoir national d'escompte de Paris si fuse con la Banque nationale pour le commerce et l'industrie, dando vita alla Banque nationale de Paris (BNP).